# Дорогой воровства
«Дорогой воровства» (англ. Plunder Road) — фильм нуар режиссёра Хьюберта Корнфилда, который вышел на экраны в 1957 году.
Фильм рассказывает о тщательно разработанном и дерзком ограблении поезда, перевозящего золотые слитки стоимостью 10 миллионов долларов, и о последующей поимке грабителей, пытавшихся скрыться с награбленным на трёх грузовиках, двигавшихся разными маршрутами в Лос-Анджелес.
Фильм относится к многочисленной группе фильмов нуар об ограблении, в которую, в частности, входят такие картины, как «Убийцы» (1946) и «Крест-накрест» (1949) Роберта Сиодмака, а также фильмы 1950-х годов «Асфальтовые джунгли» (1950), «Ограбление инкассаторской машины» (1950), «Шоссе 301» (1950), «Тайны Канзас-сити» (1952), «Жестокая суббота» (1955), «Убийство» (1956), «План преступления» (1956) и «Ставки на завтра» (1959).
Одну из главных ролей в фильме исполнил соавтор истории, положенной в основу фильма, и автор сценария Стивен Рич.

## Сюжет
Ночью в проливной дождь по пустынному шоссе на высокой скорости мчатся два автомобиля — глухо закрытый трейлер и автокран. В трейлере едут четверо суровых напряжённых мужчин — Эдди (Джин Рэймонд), Коммандо (Уэйн Моррис), Роли Адамс (Стаффорд Репп) и Фрэнки (Стивен Рич), а автокраном управляет Скитс (Элиша Кук). Добравшись до железнодорожной развилки в пустынном месте в штате Юта, четверо человек вылезают из грузовика и надевают на лица белые маски. Затем они поворачивают железнодорожную стрелку на отводной путь, на котором устанавливают взрывчатку. Стремительно движущийся поезд, который перевозит ящики с золотыми слитками стоимостью 10 миллионов долларов с Монетного двора США в Сан-Франциско, сворачивает с основного пути и после взрыва останавливается. После этого Эдди спрыгивает с горного уступа на крышу грузового вагона, где хранятся ящики с золотыми слитками, и пускает в него газ, в результате чего находящиеся внутри охранники мгновенно теряют сознание. Тем временем остальные члены банды оглушают двух машинистов. Затем с помощью автокрана грабители перегружают тяжёлые ящики, в которых находятся золотые слитки, в свой трейлер и быстро скрываются. Добравшись до своего убежища, бандиты перегружают награбленное в три грузовика.
Эдди, человек с высшим образованием, который впервые пошёл на преступление, является мозговым центром банды. По его приказу банда делится на три части, каждой из которых предстоит доставить свой грузовик с золотом к пункту назначения. Согласно плану Эдди, грузовики должны выехать из убежища с разрывом в 30 минут, и двигаясь различными маршрутами, проделать путь в 900 миль, после чего встретиться в условленном месте в Лос-Анджелесе. Подавленный жизнью Скитс и холостяк Коммандо садятся в фургон для перевозки кофе и первыми отправляются в путь. В дороге Скитс начинает сетовать на свою тяжёлую участь, мечтая использовать свою долю, чтобы начать новую жизнь в Рио вместе со своим сыном. Оставшиеся члены банды прослушивают по радио новости об ограблении, после чего Эдди даёт команду Роли, который является профессиональным шофёром, отправляться на мебельном фургоне. Затем сам Эдди вместе с Фрэнки, бывшим спортивным автогонщиком, выезжает на автоцистерне для перевозки химикатов.
На первом же блокпосту полиция останавливает для проверки мебельный фургон Роли. Во время осмотра полицейские обращают внимание на то, что из машины Роли звучит сообщение на полицейской волне (которую он забыл выключить перед остановкой, несмотря на инструкции Эдди). Потерявший над собой контроль Роли пытается объехать полицейский кордон и скрыться, однако врезается в ограждение, после чего выпрыгивает из салона и с оружием пытается бежать, но полицейские убивают его при попытке к бегству.
Вскоре после этого к этому же блокпосту подъезжают Фрэнки и Эдди, которых полиция беспрепятственно пропускает. Заметив на обочине грузовик Роли, Эдди останавливается под предлогом проверки двигателя. Вместе с Фрэнки он видит, как тело застреленного Роли относят на носилках в машину скорой помощи. Через какое-то время Коммандо и Скитс заезжают на заправку. Пока пожилой служащий заливает топливо, Коммандо поднимает капот, чтобы проверить масло, и в этот момент у него из кармана случайно вываливается пистолет. Заметив оружие, служащий в ужасе просит пожалеть его, но Коммандо хладнокровно стреляет, после чего бандиты скрываются.
Остановившись в придорожной закусочной, Фрэнки и Эдди слышат по радио новости об убийстве пожилого сотрудника автозаправочной станции. Вскоре Скитс и Коммандо подъезжают на станцию взвешивания. Когда выясняется, что их грузовик весит на 2 тонны больше, чем должен, у полиции это вызывает подозрение, и их задерживают.
При подъезде к той же станции взвешивания Фрэнки и Эдди слышат сообщение по радио о задержании своих сообщников. Тем не менее, их цистерна успешно преодолевает осмотр и продолжает движение. По дороге Эдди останавливается, чтобы позвонить своей девушке Фрэн (Джинн Купер), которая работает в Лос-Анджелесе. После звонка Фрэн немедленно отпрашивается с работы и на такси приезжает к полузаброшенному зданию в промышленной зоне. Фрэн разжигает плавильную печь и раздувает пламя. Вскоре подъезжают Эдди и Фрэнк, которые извлекают золотые слитки из цистерны и перекладывают их в печь, чтобы отлить из них автомобильные колпаки и бамперы. В этот момент к цеху подходит инспектор по контролю за чистотой воздуха, заинтересовавшийся неожиданно повалившим из трубы чёрным дымом. После ухода инспектора Эдди и Фрэнки покрывают отлитые из золота бамперы хромом и устанавливают их на «Кадиллак». Затем на этой машине они втроём отправляются в порт, чтобы пересесть на корабль, отплывающий в Португалию. Когда они выезжают на шоссе, из-за автоаварии на дороге возникает пробка. Женщина за рулем едущего за ними автомобиля, засмотревшись на аварию, въезжает в бампер их «Кадиллака». На месте немедленно появляется полиция, которая начинает растаскивать сцепившиеся бамперами машины, от чего мягкий золотой бампер «Кадиллака» начинает гнуться. Когда полицейские замечают, что бампер сделан из золота, Фрэнки направляет на них оружие, но они его тут же убивают. Эдди пытается убежать вдоль шоссе, однако разбивается насмерть при поптыке спрыгнуть с высокой эстакады на крышу проходящего внизу фургона.

## В ролях
- Джин Рэймонд — Эдди Харрис
- Джинн Купер — Фрэн Вернер
- Уэйн Моррис — Коммандо Мансон
- Элиша Кук-младший — Скитс Джонас
- Стаффорд Репп — Роли Адамс
- Стивен Рич — Фрэнки Чардо
- Нора Хэйден[англ.] — Хейзел
- Гарри Тайлер — Эрни Бич
- Майкл Фокс[англ.] — инспектор по контролю за смогом / рассказчик

## Создатели фильма и исполнители главных ролей
Режиссёр фильма Хьюберт Корнфилд поставил за свою карьеру всего девять картин. Его первой режиссёрской работой был фильм нуар «Внезапная опасность» (1955), позднее его наиболее значимыми фильмами были криминальный триллер «Третий голос» (1960), психиатрическая драма «Точка давления» (1962) и криминальный экшн «Ночь следующего дня» (1968).
Актёр Джин Рэймонд был более всего известен по романтическим комедиям, мелодрамам и мюзиклам 1930-х годов, среди них «Красная пыль» (1932), «Дом на 56-й улице» (1933), «Бывшая леди» (1933), «Полёт в Рио» (1933), «Сэди Макки» (1934) и «Ставка на любовь» (1936). Позднее его наиболее значимыми фильмами стали романтическая комедия «Мистер и миссис Смит» (1941) и фильм нуар «Медальон» (1946). Среди других исполнителей наиболее удачную карьеру в качестве характерного актёра сделал Элиша Кук, сыгравший запоминающиеся роли второго плана, в частности, в таких фильмах нуар, как «Мальтийский сокол» (1941), «Ночной кошмар» (1941), «Леди-призрак» (1944), «Глубокий сон» (1946), «Рождённый убивать» (1947) и «Убийство» (1956). Сценарист фильма и актёр Стивен Рич сыграл в фильмах нуар «Преступная сеть» (1955), «Убийство по контракту» (1958) и «Город страха» (1959), в последнем из них он также был автором сценария.

## Оценка фильма критикой

### Общая оценка фильма
На момент выхода на экраны фильм не вызвал заметного интереса у критики. Однако современные киноведы достаточно высоко оценивают фильм, особенно отмечая его фатализм и умение создать саспенс на очень скромном бюджете. В частности, историк жанра фильм нуар Алан Силвер отметил, что «фильм выжимает всё возможное из своего очень ограниченного бюджета», обратив особое внимание на его визуальный стиль. Кроме того, наличие таких актёров, как Элиша Кук и Стаффорд Рэпп, известных по ролям лузеров в фильмах 1940-х годов, «предвещает самый нуаровый аспект фильма — перекрывающий всё детерминизм повествования». А финал фильма, по мнению Силвера, подчёркивает его фаталистически нуаровый характер, «оставляя действующих лиц в экзистенциальном забвении». Другой историк фильма нуар, Спенсер Селби назвал картину «искусным низкобюджетным фильмом об ограблении, который пропитан детерминистским фатализмом». Майкл Кини оценил фильм как вполне добротный, особенно выделив его «напряжённость и саспенс, которые поддерживаются на протяжении всего фильма, заставляя зрителя гадать, кто будет пойман и как». Среди других достоинств картины Кини обратил внимание на хорошую актёрскую игру, напряжённый сценарий и потрясающий финал. Деннис Шварц назвал картину «выдающимся низкобюджетным нуаром об ограблении» и «очень увлекательным фильмом». Шварц отметил, что банда в фильме показана как кучка неудачников, которая проваливает великолепный план из-за своего невезения и неуверенности, и их план слишком сложен для них, несмотря на то, что он был великолепно разработан.

### Жанровые особенности фильма
Киновед Эндрю Спайсер отнёс эту картину к субкатегории фильмов нуар об ограблении, в которых группа профессиональных преступников планирует и осуществляет дерзкое, но в конечном итоге неудачное ограбление, как правило, драгоценностей или денег. По его мнению, наиболее значимыми фильмами этой субкатегории стали «Крест-накрест» (1949), «Асфальтовые джунгли» (1950), «Ограбление инкассаторской машины» (1950), французский фильм «Рифифи» (1955) Жюля Дассена, «Убийство» (1956) Стенли Кубрика и «Ставки на завтра» (1959) Роберта Уайза. По словам Силвера, в отличие от «Убийства», который вышел годом ранее, этот фильм избегает разветвлённых сюжетных линий и какой-либо аналитики, полностью сконцентрировавшись на основной драматической истории . Кини обращает внимание на то, что этот фильм не показывает подготовку ограбления, как это было в «Асфальтовых джунглях» и «Убийстве», посвящая первые 12 минут показу дерзкого и изобретательного ограбления. Однако в целом, по мнению Кини, в качестве фильма об ограблении этот фильм смотрится бледно в сравнении с теми двумя знаменитыми картинами.

### Оценка работы режиссёра и творческой группы
Дейв Кер отметил, что «Хьюберт Корнфилд, неровный режиссёр 1950-х и начала 1960-х годов, вероятно, достиг своего апофеоза с этим своим третьим фильмом», а Кини добавил, что «Корнфилд проделывает вызывающую восхищение работу со своим ограниченным бюджетом». Силвер обратил также внимание на атмосферическую операторскую работу Эрнеста Халлера.
Среди актёрских работ Кини выделил Джина Рэймонда, «исполнителя романтических главных ролей в 1930-е годы, который играет руководителя ограбления с университетским образованием», а Шварц добавил, что «в сюжет отлично вписываются вечные лузеры в мире кино — Элиша Кук-младший и Стаффорд Репп».